# Habrodon perpusillus
Habrodon perpusillus là một loài Rêu trong họ Leskeaceae. Loài này được (De Not.) Lindb. mô tả khoa học đầu tiên năm 1863.